# Bisbat de Tlaxcala

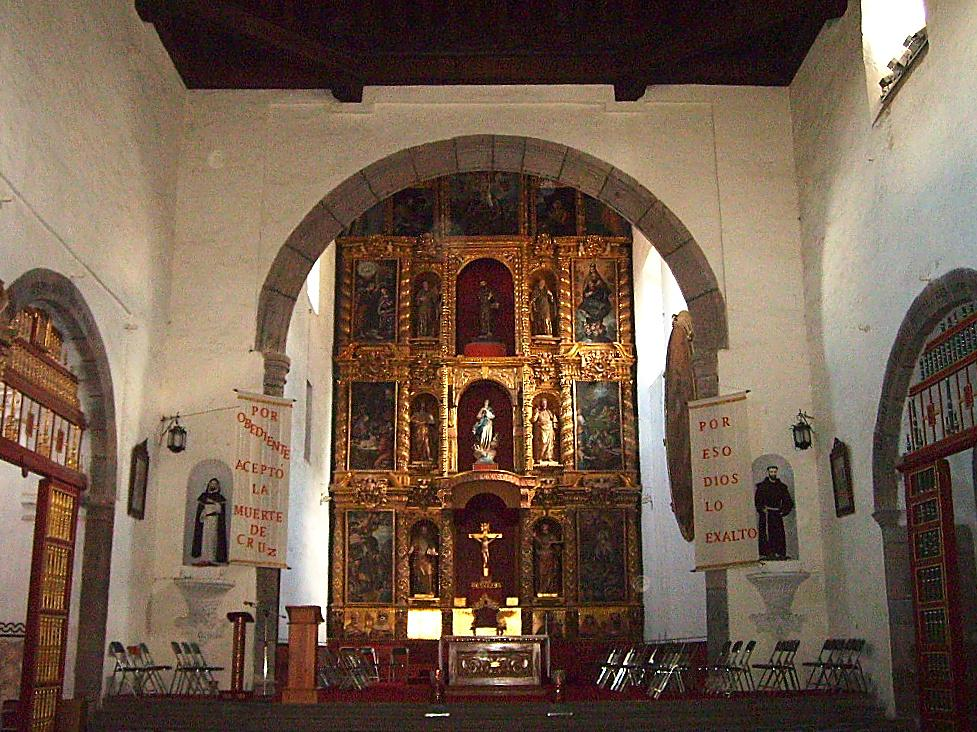
Interior de la catedral de Tlaxcala

El bisbat de Tlaxcala (castellà:  Diócesis de Tlaxcala, llatí: Dioecesis Tlaxcalensis) és una seu de l'Església Catòlica a Mèxic, sufragània de l'arquebisbat de Puebla de los Ángeles, i que pertany a la regió eclesiàstica Oriente. L'any 2014 tenia 1.078.327 batejats sobre una població d'1.184.975 habitants. Actualment la seu es troba vacant.

## Territori
La diòcesi comprèn part de l'estat mexicà de Tlaxcala.
La seu episcopal és la ciutat de Tlaxcala de Xicohténcatl, on hi ha la catedral de l'Assumpció de Maria Verge. Fins al 1975 la catedral tenia la seu a l'església de Sant Josep, a la mateixa ciutat.
El territori s'estén sobre 4.060  km², i està organitzat en 74 parròquies.

## Història
La diòcesi va ser erigida el 23 de maig de 1959, mitjançant la butlla Christianorum gregem del Papa Joan XXIII, prenent el territori dels arquebisbats de Mèxic i de Puebla de los Ángeles. Assenyalar que aquesta darrera portava el nom de "diòcesi de Tlaxcala" entre 1525 al 1903.

## Cronologia episcopal
- Luis Munive Escobar † (13 de juny de 1959 - 10 de febrer de 2001 jubilat)
- Jacinto Guerrero Torres † (10 de febrer de 2001 - 27 de desembre de 2006 mort)
- Francisco Moreno Barrón (28 de març de 2008 - 16 de juny de 2016 nomenat arquebisbe de Tijuana)

## Estadístiques
A finals del 2014, la diòcesi tenia 1.078.327 batejats sobre una població d'1.184.975 persones, equivalent al 91,0% del total.
| any  | població  | població  | població | sacerdots | sacerdots       | sacerdots       | sacerdots             | diaques | religiosos | religiosos | parròquies |
| ---- | --------- | --------- | -------- | --------- | --------------- | --------------- | --------------------- | ------- | ---------- | ---------- | ---------- |
| any  | batejats  | total     | %        | total     | clergat secular | clergat regular | batejats por sacerdot | diaques | homes      | dones      |            |
| 1966 | 360.000   | 370.000   | 97,3     | 79        | 63              | 16              | 4.556                 |         |            | 125        | 42         |
| 1970 | ?         | 416.608   | ?        | 81        | 65              | 16              | ?                     |         | 20         | 176        | 42         |
| 1976 | 576.000   | 600.000   | 96,0     | 93        | 69              | 24              | 6.193                 |         | 34         | 92         | 46         |
| 1980 | 629.000   | 641.000   | 98,1     | 92        | 79              | 13              | 6.836                 |         | 23         | 125        | 48         |
| 1990 | 609.000   | 691.000   | 88,1     | 120       | 100             | 20              | 5.075                 |         | 40         | 245        | 60         |
| 1999 | 885.430   | 952.076   | 93,0     | 149       | 129             | 20              | 5.942                 | 1       | 27         | 295        | 64         |
| 2000 | 899.053   | 968.342   | 92,8     | 140       | 120             | 20              | 6.421                 | 1       | 42         | 371        | 64         |
| 2001 | 898.000   | 968.342   | 92,7     | 149       | 129             | 20              | 6.026                 | 1       | 36         | 372        | 64         |
| 2002 | 846.877   | 962.646   | 88,0     | 140       | 125             | 15              | 6.049                 | 1       | 21         | 360        | 62         |
| 2003 | 989.000   | 1.025.015 | 96,5     | 156       | 132             | 24              | 6.339                 | 1       | 34         | 361        | 62         |
| 2004 | 990.020   | 1.040.111 | 95,2     | 159       | 137             | 22              | 6.226                 | 1       | 32         | 359        | 64         |
| 2010 | 1.055.000 | 1.077.000 | 98,0     | 170       | 149             | 21              | 6.205                 | 1       | 37         | 352        | 76         |
| 2014 | 1.078.327 | 1.184.975 | 91,0     | 160       | 143             | 17              | 6.739                 |         | 19         | 201        | 74         |